# 15497 Lucca
För andra betydelser, se Lucca.
15497 Lucca eller 1999 DE7 är en asteroid i huvudbältet som upptäcktes den 23 februari 1999 av den italienska amatörastronomen Sauro Donati vid Agliale-observatoriet. Den är uppkallad efter den italienska staden Lucca.
Asteroiden har en diameter på ungefär 7 kilometer och den tillhör asteroidgruppen Themis.